# فقط اسماً جمهوری‌خواه

راینو ممنوع

فقط اسماً جمهوری‌خواه یا راینو لفظی تحقیرآمیز است که اعضای محافظه‌کار حزب جمهوری‌خواه ایالات متحده برای توصیف جمهوری‌خواهانی به کار می‌برند که دیدگاه‌ها یا اقداماتشان به حد کافی محافظه‌کار نیست یا با جایگاه محافظه‌کارانه آن‌ها سازگار نیست. واژه مخفف RINO، که از دهه ۱۹۹۰ به کار رفت، علیه اعضایی که بیش از حد میانه‌رو یا لیبرال هستند به کار می‌رود.

## منایع
- ویکی‌پدیای انگلیسی